# Elena Shirman
Elena Mihailovna Shirman (1908-1942) est une poétesse juive russe assassinée pendant la Seconde Guerre mondiale par les nazis.

## Biographie

### Jeunesse et éducation
Elena Mihailovna Shirman est née le 3 février 1908 à Rostov-sur-le-Don, dans le sud de la Russie. Son père était navigateur et sa mère enseignante. Elle étudie au Library Collège de Rostov-sur-le-Don avant d'être transférée au Département de langue et littérature russes de l'Institut pédagogique d'État de Rostov, dont elle obtient son diplôme en 1933. Après avoir obtenu son diplôme, elle travaille dans une bibliothèque et dans plusieurs musées. De 1937 à 1941, elle étudie auprès d'Ilia Selvinski à l'Institut de littérature Maxime-Gorki.

### Carrière
Shirman commence à publier son travail en 1924, d'abord dans des périodiques locaux, puis dans les revues moscovites Oktyabr (Октябрь) et Change (Смена). Elle collectionne et édite également des contes populaires.
De 1933 à 1936, elle occupe divers emplois, notamment celui de comptable pour un groupe d'opérateurs de tracteurs et d'assistante de cuisine chez Selmash, alors le plus grand fabricant de machines de récolte de blé de l'Union soviétique. À Selmash, elle enseigne également la littérature et la culture aux enfants des ouvriers. Pendant ses études à l'Institut Gorki, elle édite aussi plusieurs périodiques locaux et consulte pour deux journaux de jeunesse, Leninskie hata (Les Petits-enfants de Lénine) et Pionerskaya pravda (La Vérité des pionniers).
Au début de la Seconde Guerre mondiale, elle est enrôlée dans l'armée, où elle est rédactrice en chef du journal militaire Pryamaya navodka, dans lequel paraissent plusieurs de ses poèmes satiriques. Elle rédige également des textes pour des affiches et des dépliants de propagande. Son recueil de poésie, To the Fighter of Unit N, est publié en 1942.

### Vie privée
Une grande partie de l'écriture de Shirman est centrée sur son amour non partagé pour un jeune homme nommé Valery Marchikhin. Elle rencontre Marchikhin pour la première fois à la fin de la vingtaine, enseignant l'écriture créative à des jeunes âgés de 13 à 15 ans ; il est son élève le plus prometteur. Elle continue à correspondre avec lui jusqu'à la fin des années 1930.
En 1939, ils se retrouvent. À cette époque, Marchikhin est un beau jeune soldat de l'Armée rouge et Shirman est une femme de 31 ans socialement maladroite et solitaire. Elle tombe amoureuse de lui, écrivant de nombreuses lettres et poèmes sur lui. Elle ne reçoit pas la nouvelle de sa mort en 1941 et suppose qu'il ne s'intéressait tout simplement pas à elle. Son poème le plus connu, intitulé simplement Le dernier poème, se présente sous la forme d'une lettre d'adieu à Marchikhin. Dans le poème, la narratrice (vraisemblablement Shirman) spécule qu'elle mourra probablement bientôt ; que ce soit par meurtre, suicide ou toute autre cause, n'est pas clair.

### Mort et héritage
En juillet 1942, alors qu'elle traverse la zone frontalière en tant que membre du groupe éditorial du journal régional soviétique Molot, elle est capturée par les nazis à la gare de Remontnaya dans l'oblast de Rostov et disparaît. Ce n’est que vingt ans plus tard que les détails de sa mort sont révélés. Selon une femme qui vivait dans la maison voisine de la gare, le passeport soviétique de Shirman indique qu'elle est juive ; en conséquence, elle est incluse, avec ses parents, dans un groupe de Juifs de Rostov arrêtés et tués. Elle est forcée de regarder les nazis tirer sur ses parents, puis de creuser leurs tombes. Le lendemain, elle est forcée de se déshabiller et de creuser sa propre tombe avant d'être battue à mort à coups de pelle. La témoin a récupéré certains cahiers de Shirman dans les poubelles où les nazis les avaient jetés.
Un recueil de poèmes de Shirman est publié à Moscou en 1969 et son œuvre est incluse dans plusieurs anthologies en langue russe. Natalia Bakulina publie un récit de son amitié avec Shirman ("Lena"). Une sélection de poèmes de Shirman, traduits en anglais, apparaît dans le recueil Young Jewish Poets Who Fell as Soviet Soldiers in the Second World War de Rina Lapidus, qui décrit Shirman comme une féministe involontaire.

## Ouvrages
- (en) To the Fighter of Unit N, Rostov Publishing House, 1942.
- (ru) Zhit'!, Moscou, Soviet Writer Publishing House, 1969.
- (ru) Vasin, A., Антология русской лирики. Двадцатый век. [« Anthologie du lyricisme russe du xxe siècle »], Moscou, Studiia,‎ 2000.
- (ru) Vasilchenko, M. and Shirman, E., eds., Изумрудное кольцо [« L'anneau d'émeraude »], Rostov-sur-le-Don, Rostov Publishing House,‎ 1966.